# 智利蜂鸟
智利蜂鸟（学名：Eulidia yarrellii），是雨燕目蜂鸟科的一种鸟类，为智利蜂鸟属（学名：Eulidia）的唯一一种。
智利蜂鸟体重约2.5克，翼长约32.9毫米，嘴峰长约14.6毫米，喙宽度约1.3毫米，喙厚度约1毫米，跗蹠长约3.7毫米，尾长约28.2毫米。智利蜂鸟在其分布区内为留鸟，其栖息在半开放的灌木丛中，食性为草食性，主要食物来源是植物的花蜜。
智利蜂鸟分布于秘鲁南部至智利北部。该物种是单型物种，没有亚种分化。